# Pomnik Carla Ludwiga Gené
Pomnik Carla Ludwiga Gené – zachowany w Puszczy Bukowej pod Szczecinem ponad stuletni pomnik upamiętniający nadleśniczego Carla Ludwiga Gené.

## Położenie
Pomnik znajduje się w gminie Stare Czarnowo (powiat gryfiński, województwo zachodniopomorskie), na szczycie wzgórza Piekielnik w Puszczy Bukowej przy brukowanej drodze zwanej Zbójnym Traktem, nieopodal strumienia Trawna. Drogą tą prowadzi czerwony Szlak im. Stanisława Pawelskiego wiodący z Kijewa do Glinnej.

## Historia i wygląd pomnika
Pomnik ufundowany został w 1894 przez Buchheide Verein (Towarzystwo Miłośników Puszczy Bukowej) dla uczczenia Carla Ludwiga Gené – nadleśniczego ze Śmierdnicy. Pomnik ma formę granitowej steli ustawionej na kamiennym kopcu. Na frontowej stronie pomnika wyryto napis: „Dem Kgl. Forstmeister C.L. Gené 1820–1893 zum ehrenden Gedächtnis errichtet vom Buchheide Verein 1894” (Na pamiątkę królewskiego leśniczego C.L. Gené 1820–1893 wzniesiony przez Towarzystwo Miłośników Puszczy Bukowej 1894).